# Mistrzostwa Świata w Lekkoatletyce 1987 – bieg na 10 000 m kobiet

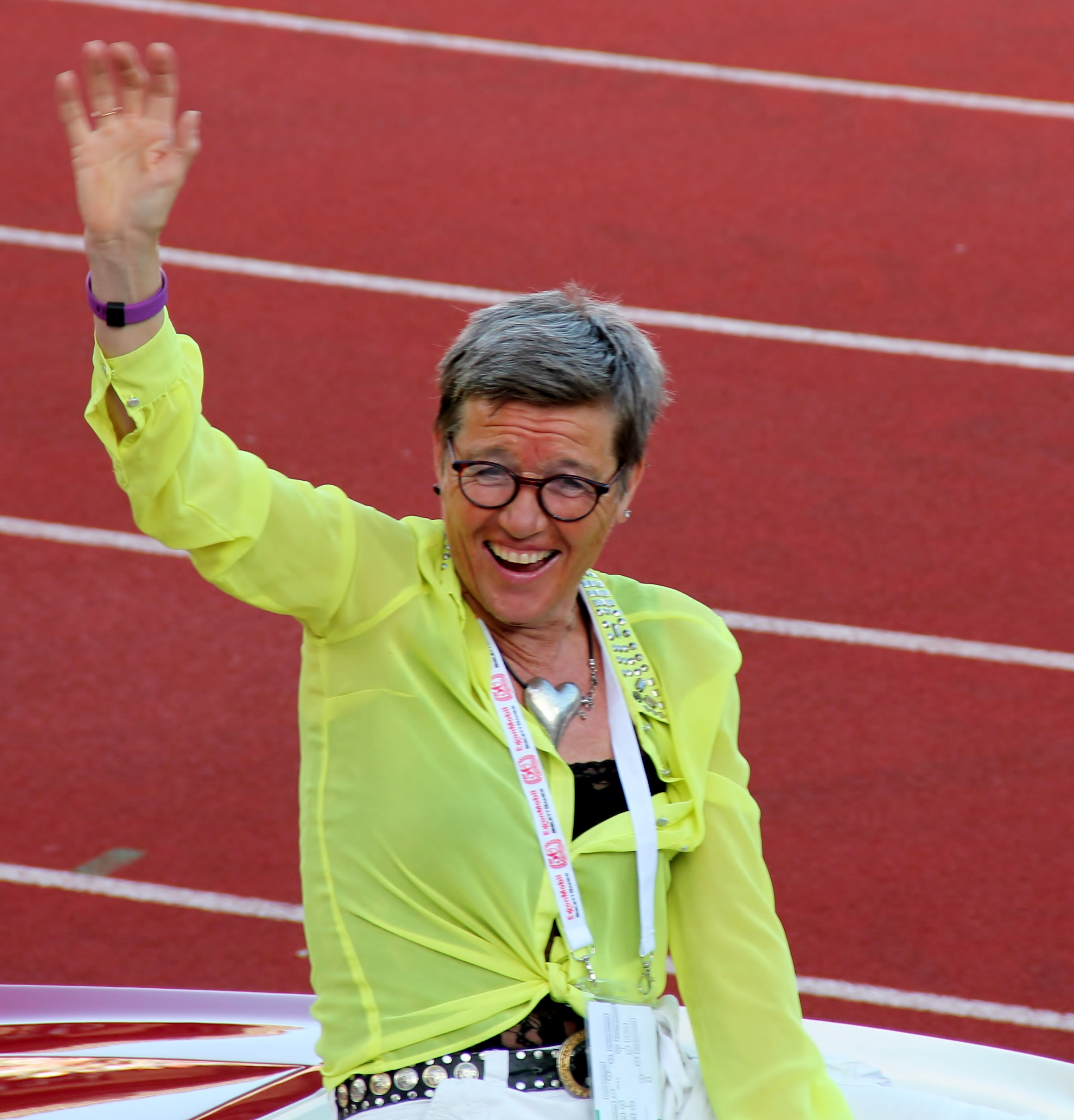
Mistrzyni świata Ingrid Kristiansen

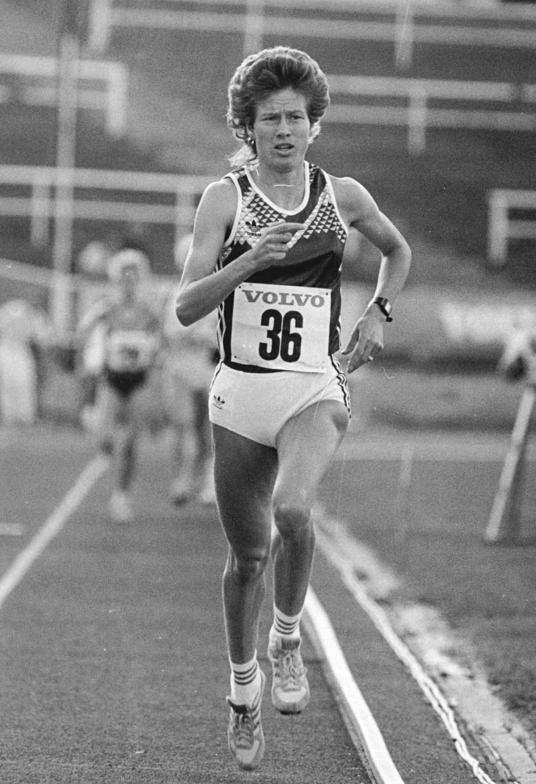
Brązowa medalistka Kathrin Ullrich

Bieg na 10 000 metrów kobiet – jedna z konkurencji biegowych rozgrywanych podczas lekkoatletycznych mistrzostw świata w 1987 na Stadionie Olimpijskim w Rzymie.
Zwyciężczynią została Ingrid Kristiansen z Norwegii. Konkurencję tę rozegrano po raz pierwszy na mistrzostwach świata.

## Terminarz
| Data        |            |
| ----------- | ---------- |
| 31 sierpnia | Eliminacje |
| 4 września  | Finał      |

## Rekordy
|               | Zawodniczka        | Wynik    | Miejsce | Data              |
| ------------- | ------------------ | -------- | ------- | ----------------- |
| Rekord świata | Ingrid Kristiansen | 30:13,74 | Oslo    | 7 lipca 1986(dts) |

## Wyniki

### Eliminacje
Rozegrano 2 biegi eliminacyjne. Z każdego biegu osiem najlepszych zawodniczek automatycznie awansowało do finału (Q). Skład finalistek uzupełniło sześć najszybszych biegaczek spoza pierwszej ósemki z obu biegów eliminacyjnych (q).

#### Bieg 1
| Poz. | Imię i nazwisko    | Narodowość        | Wynik    | Uwagi |
| ---- | ------------------ | ----------------- | -------- | ----- |
| 1    | Kathrin Ullrich    | NRD               | 33:07,92 | Q     |
| 2    | Liz Lynch          | Wielka Brytania   | 33:09,26 | Q     |
| 3    | Aurora Cunha       | Portugalia        | 33:09,86 | Q     |
| 4    | Ingrid Kristiansen | Norwegia          | 33:10,37 | Q     |
| 5    | Marleen Renders    | Belgia            | 33:10,95 | Q     |
| 6    | Lynn Jennings      | Stany Zjednoczone | 33:16,18 | Q     |
| 7    | Angela Tooby       | Wielka Brytania   | 33:29,14 | Q     |
| 8    | Martine Oppliger   | Szwajcaria        | 33:22,25 | Q     |
| 9    | Nancy Tinari       | Kanada            | 33:24,20 | q     |
| 10   | Kumi Araki         | Japonia           | 33:24,37 | q     |
| 11   | Ana Isabel Alonso  | Hiszpania         | 33:38,37 | q     |
| 12   | Christine McMiken  | Nowa Zelandia     | 33:41,10 | q     |
| 13   | Tuija Jousimaa     | Finlandia         | 33:46,05 | q     |
| 14   | Midde Hamrin       | Szwecja           | 34:10,36 |       |
| 15   | Danièle Kaber      | Luksemburg        | 34:24,52 |       |
| 16   | Mónica Regonesi    | Chile             | 34:57,64 |       |
| 17   | Leah Malot         | Kenia             | 36:23,66 |       |
| –    | Maria Curatolo     | Włochy            | DNF      |       |
| –    | Jelena Romanowa    | ZSRR              | DNF      |       |
| –    | Karolina Szabó     | Węgry             | DNS      |       |

#### Bieg 2
| Poz. | Imię i nazwisko       | Narodowość        | Wynik    | Uwagi |
| ---- | --------------------- | ----------------- | -------- | ----- |
| 1    | Ołena Żupijewa        | ZSRR              | 33:32,05 | Q     |
| 2    | Olga Bondarienko      | ZSRR              | 33:34,79 | Q     |
| 3    | Kerstin Preßler       | RFN               | 33:35,49 | Q     |
| 4    | Lorraine Moller       | Nowa Zelandia     | 33:35,73 | Q     |
| 5    | Wang Xiuting          | Chiny             | 33:36,07 | Q     |
| 6    | Francie Larrieu Smith | Stany Zjednoczone | 33:37,36 | Q     |
| 7    | Albertina Machado     | Portugalia        | 33:40,87 | Q     |
| 8    | Lynn Nelson           | Stany Zjednoczone | 33:43,71 | Q     |
| 9    | Lieve Slegers         | Belgia            | 33:48,91 | q     |
| 10   | Susan Crehan          | Wielka Brytania   | 33:54,99 |       |
| 11   | Sue Lee               | Kanada            | 34:14,92 |       |
| 12   | Sue Berenda           | Kanada            | 34:15,48 |       |
| 13   | Conceição Ferreira    | Portugalia        | 34:43,35 |       |
| 14   | Rose Lambe            | Irlandia          | 35:00,17 |       |
| 15   | Michele Bush          | Kajmany           | 35:30,96 |       |
| –    | Beverley Lord         | Gujana            | DNF      |       |
| –    | Päivi Tikkanen        | Finlandia         | DNF      |       |
| –    | Cristina Tomasini     | Włochy            | DNF      |       |

### Finał
| Poz. | Imię i nazwisko       | Narodowość        | Wynik    | Uwagi       |
| ---- | --------------------- | ----------------- | -------- | ----------- |
| 1    | Ingrid Kristiansen    | Norwegia          | 31:05,85 | CR          |
| 2    | Ołena Żupijewa        | ZSRR              | 31:09,40 | [ a ] [ 2 ] |
| 3    | Kathrin Ullrich       | NRD               | 31:11,34 | [ 3 ]       |
| 4    | Olga Bondarienko      | ZSRR              | 31:18,38 |             |
| 5    | Liz Lynch             | Wielka Brytania   | 31:19,82 | [ 3 ]       |
| 6    | Lynn Jennings         | Stany Zjednoczone | 31:45,43 |             |
| 7    | Albertina Machado     | Portugalia        | 31:46,61 |             |
| 8    | Wang Xiuting          | Chiny             | 31:48,88 | [ 4 ]       |
| 9    | Angela Tooby          | Wielka Brytania   | 31:55,30 |             |
| 10   | Kerstin Preßler       | RFN               | 31:56,80 | [ 3 ]       |
| 11   | Martine Oppliger      | Szwajcaria        | 32:07,89 | [ 2 ]       |
| 12   | Marleen Renders       | Belgia            | 32:12,51 | [ 4 ]       |
| 13   | Lynn Nelson           | Stany Zjednoczone | 32:22,88 |             |
| 14   | Christine McMiken     | Nowa Zelandia     | 32:25,67 |             |
| 15   | Francie Larrieu Smith | Stany Zjednoczone | 32:30,00 |             |
| 16   | Nancy Tinari          | Kanada            | 32:31,55 |             |
| 17   | Aurora Cunha          | Portugalia        | 32:44,32 |             |
| 18   | Kumi Araki            | Japonia           | 33:15,08 |             |
| 19   | Ana Isabel Alonso     | Hiszpania         | 33:20,65 |             |
| 20   | Tuija Jousimaa        | Finlandia         | 33:25,46 |             |
| 21   | Lorraine Moller       | Nowa Zelandia     | 34:07,26 |             |
| –    | Lieve Slegers         | Belgia            | DNF      |             |